# Valmorel
Valmorel est une station de sports d'hiver de la vallée de la Tarentaise, située sur les communes des Avanchers-Valmorel et de  La Léchère, dans le département de la Savoie en région Auvergne-Rhône-Alpes.
La station est inaugurée en 1976. Son domaine est relié à la station mauriennaise de Saint-François-Longchamp et forme « Le Grand Domaine ».

## Géographie

### Localisation

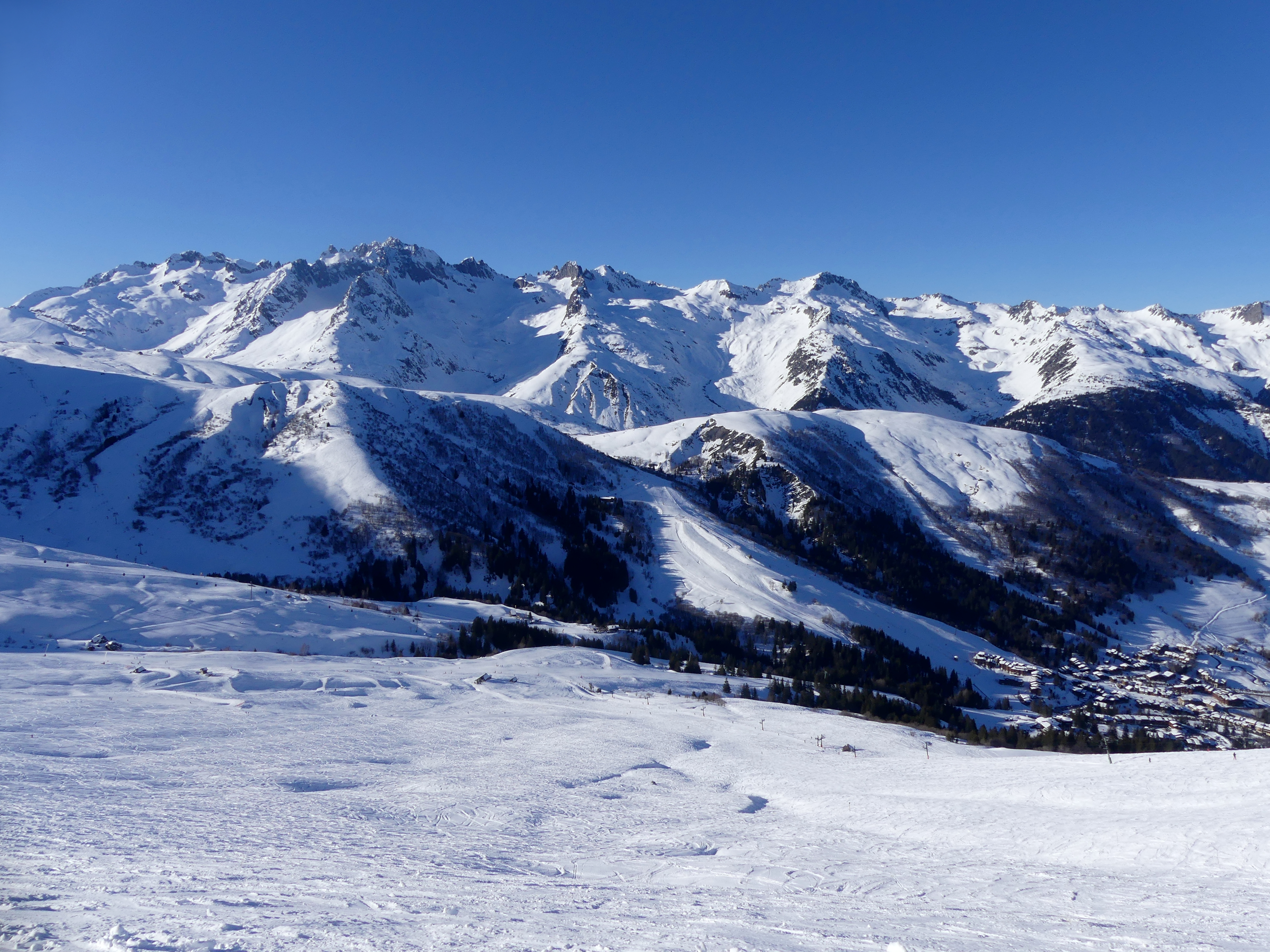
Domaine de Valmorel au pied du massif de la Lauzière en hiver.

Elle se situe à 1 320 mètres d'altitude, sur les territoires des communes des Avanchers-Valmorel, majoritairement, et de La Léchère, en Tarentaise, à 15 km de Moûtiers dans la vallée du Morel. Il y a une liaison directe avec la station de Saint-François-Longchamp en Maurienne, via le col de la Madeleine, ainsi qu'avec la station de Doucy-Combelouvière ; l'ensemble du domaine portant le nom commercial de Grand Domaine, exploité par le  Domaine Skiable de Valmorel.
Il s'agit d'une station dite « de 4e génération », de taille moyenne, construite après les grandes réalisations des années 1960, et s'inscrivant dans une démarche d'un meilleur respect du cadre naturel. L'architecture s'inspire des chalets savoyards traditionnels : les maisons de 3 à 4 étages sont bâties en bois, avec des toits de lauze.

### Accès à la station
Pour accéder à Valmorel, deux routes sont possibles en arrivant d'Albertville par la route nationale 90 et la bretelle de sortie Aigueblanche/La Lèchère/Doucy Tarentaise/Valmorel. Le premier itinéraire traverse Le Bois tandis que la seconde route passe par Doucy-Tarentaise et traverse les hameaux du Raclaz, du Villaret et du Meiller. Sur cette route se trouve la petite station de Doucy-Combelouvière reliée à Valmorel par les pistes de ski et par la route.
Il est possible d'y accéder via des cars depuis, entre autres, la gare de Moûtiers et la gare de Chambéry, desservies par les TGV des Neiges de la SNCF ou les frecciarossa saisonniers opérés par Trenitalia. Des cars font la liaison entre les gares et la station.

## Nom de la station
« Valmorel », pour la vallée du Morel, rivière, et affluent de l'Isère.

## Histoire
En 1974, les communes d'Aigueblanche et de La Léchère s'associent pour former le District du Bassin d’Aigueblanche. L'un des projets à l'origine de cette association communale est la création d'une station de sports d'hiver pour lutter contre l'exode rural qui frappe le bassin d'Aigueblanche. Les deux communes profitent des retombées fiscales des usines d’électrochimie et d’électrométallurgie se trouvant sur leur territoire. Un protocole est signé en août 1975. La station de Valmorel voit le jour en 1976.
Sur le site choisi pour installation de la nouvelle station de ski, huit remontées mécaniques sont déjà présentes.
Dans le cadre du Plan neige, on fait appel à l'architecte-urbaniste Michel Bezançon afin de créer un nouveau village de type montagnard, une « station-village », dite de 4e génération. Michel Bezançon est déjà à l'origine de la station-village de Montchavin-les-Coches (1972-1973).
En 1988, la station est détachée des deux communes pour former une nouvelle entité indépendante Les Avanchers-Valmorel.
La station a été choisie pour la création d'un établissement « nouvelle génération » du Club Méditerranée (4 tridents avec un espace 5 Tridents et 24 suites). Celui-ci est inauguré en 2011. La nouveauté provient de la certification "NF Ouvrage Démarche HQE" du village, encouragée par la station, mais aussi par la vente de chalets à des investisseurs privés. L'actionnaire principal de la gestion des remontées mécaniques, Société financière de Val d'Isère, est actionnaire du Club Med[réf. nécessaire]. L'aménagement du Club-Med s'est fait sur l'emplacement du Mini-Domaine, lieu d'apprentissage pour enfant et adulte. Les télésièges du Bois de la Croix, de Crève-Cœur ainsi que les téléskis du Stade Adulte et de la Thuile ont été démontés au printemps 2010. Tous ces démontages s'expliquent par le fait que les télésièges du Bois de la Croix et de Crève-Cœur, ainsi que le téléski du Stade Adulte étaient situés en partie (ou entièrement) sur les terrains dédiés à la construction du Club Med de Valmorel. Le téléski de la Thuile a été quant à lui déposé afin de faciliter les travaux de la route de desserte du Club Med.

## La station

### La promotion
La station a obtenu plusieurs labels comme « Famille Plus Montagne » ; « Station grand domaine » et « Station village ».
En 2014, elle a reçu le prix Best Family Resort, à l'occasion de la cérémonie des Worlds Snow Awards.
En 2018, elle a reçu le certificat d'excellence par Trip Advisor.

### Le village

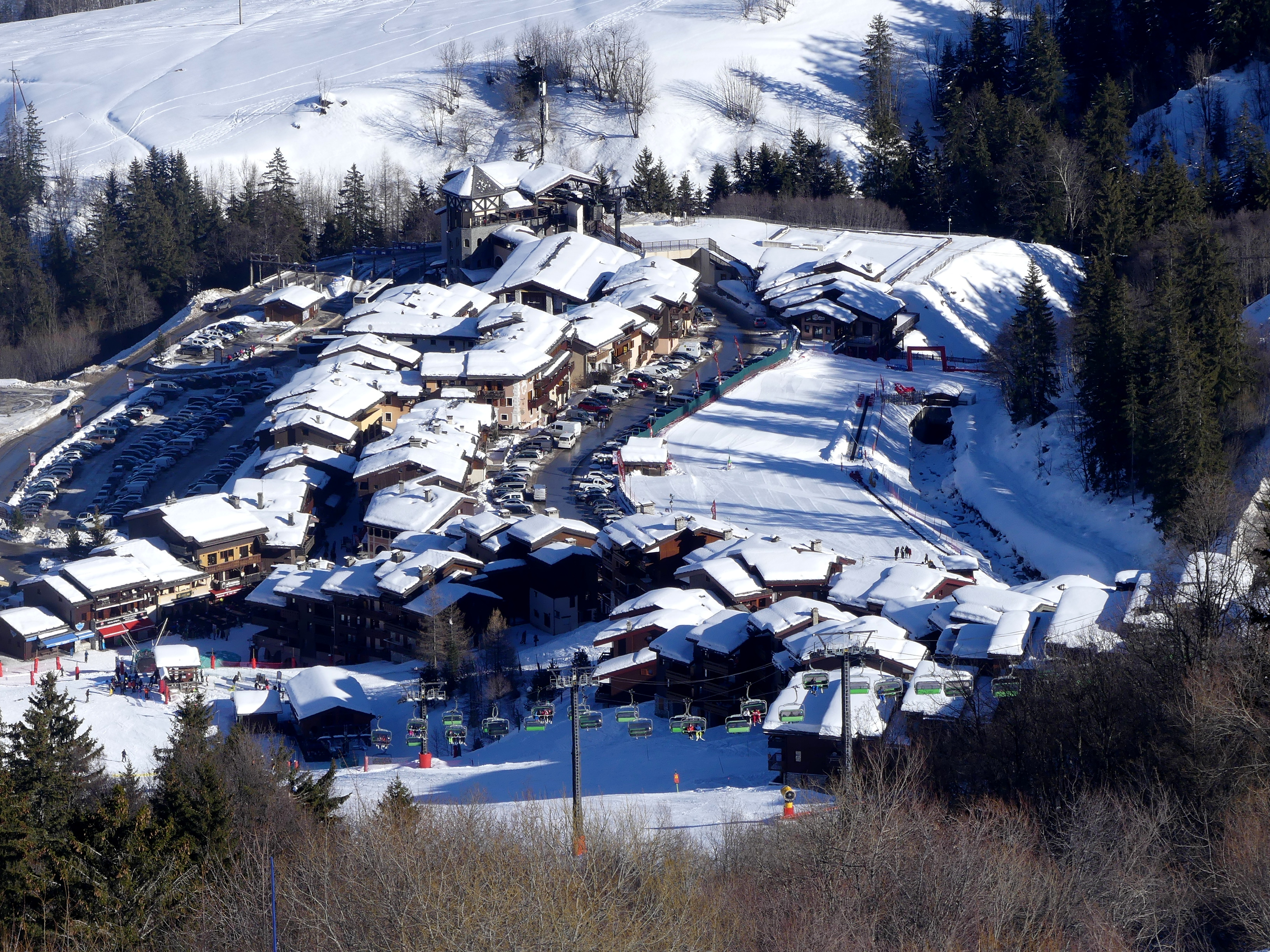
Le Bourg en hiver.

Le village est composé de 7 hameaux : Fontaine, La Forêt, Le Bourg, Crève-cœur, Planchamp, Le Mottet, Le Bois de la Croix.
Le Bourg est le quartier du centre-ville. Il est réservé aux piétons et s'étale sur une seule rue.
Le télébourg de la station permet de relier les hameaux entre eux, par le biais de 3 stations. Celle du bas dessert le Bourg, la station intermédiaire le hameau de Crève-Cœur et celle du haut le Mottet. L'accès est payant et peut s'effectuer avec les forfaits de ski, mais il est cependant gratuit le samedi.

### Connectivité internet
Depuis 2017 le village est connecté avec la fibre et une connexion Wi-Fi est proposée dans le village.
Le village est couvert en 4G par les 4 opérateurs Free, Orange, SFR et Bouygues, mais les pistes ne le sont que partiellement.

### Hébergement et restauration
En 2014, la capacité d'accueil de la station, estimée par l'organisme Savoie-Mont-Blanc, est de 14 313 lits touristiques répartis dans 2 446 établissements. Les hébergements se répartissent comme suit : 47 meublés ; 5 résidences de tourisme ; 4 hôtels ; 4 centres ou villages de vacances/maisons familiales et un refuge ou gîte d'étape.

## Équipements et investissements

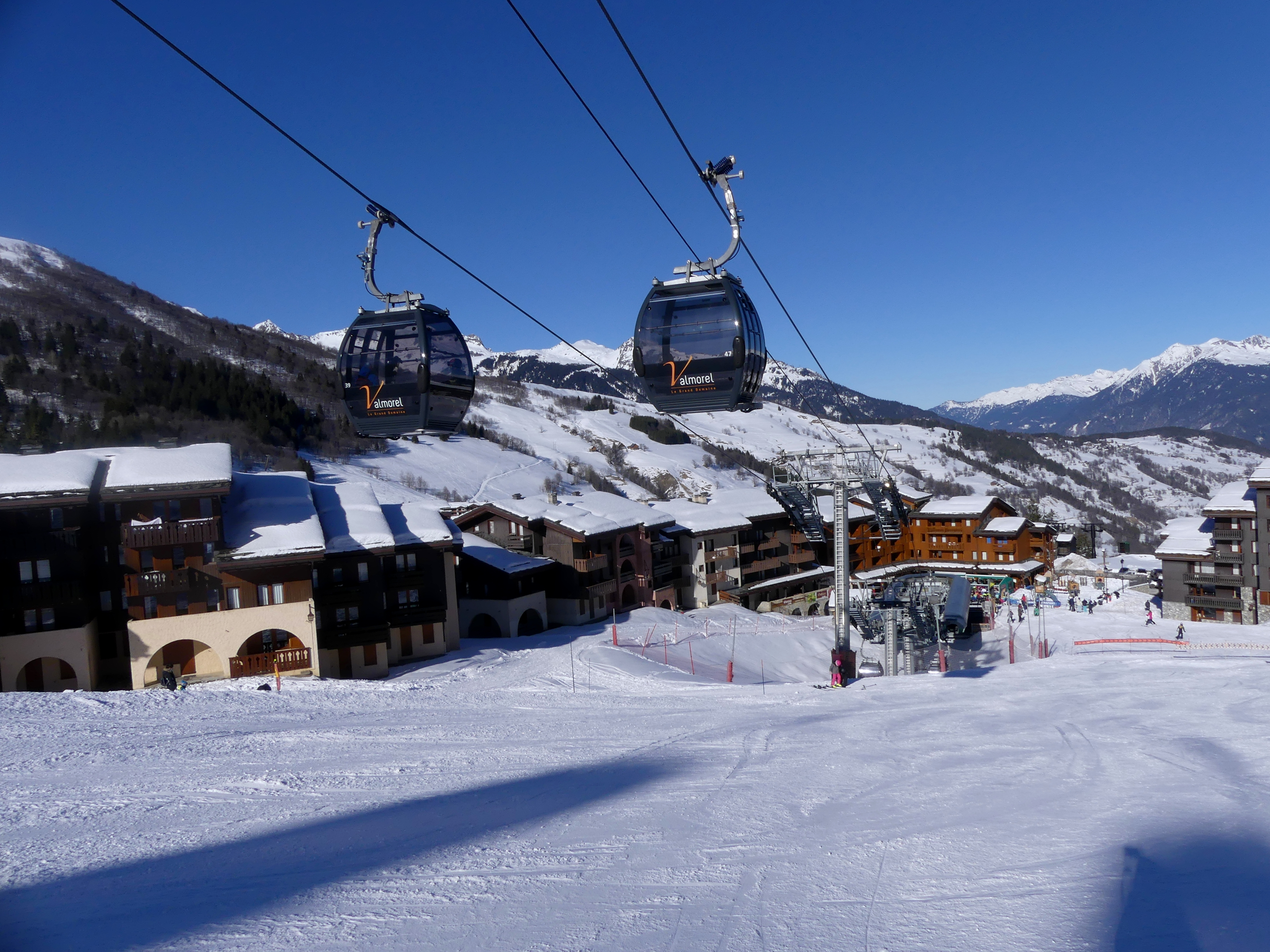
Télécabine de Pierrafort à son départ de la station.

Valmorel est constituée de 165 km de pistes de ski alpin et de 20 km de pistes de ski nordique, situées entre 1 270 m et 2 550 m d'altitude. L'ensemble est assuré par 31 remontées mécaniques, dont 11 téléskis, 1 télécorde, 8 télésièges, 2 télécabines et 1 télébourg. Le domaine de Valmorel s’étend sur 3 600 hectares.
En été, de multiples activités sont possibles, notamment la randonnée pédestre, le parapente, les promenades à gyropode, de l’accrobranche ou encore de la cani-rando.

## Domaine et gestion
Les remontées mécaniques du domaine de Valmorel sont gérées par le Domaine Skiable de Valmorel ou Valmorel le Grand Domaine (DSV), une SA à conseil d'administration créée en 1976. Son actionnaire principal est la Société financière de Val d'Isère (SOFIVAL), une holding financière, avec 75 % aux côtés de la Compagnie des Alpes.
Le DSV emploie entre 100 et 199 personnes.

## Sports et compétitions

### Sports d'hiver
Il est possible de faire du snowboard, du ski alpin, du ski nordique, du snowscoot, de la luge, de la marche nordique et de la raquette, ainsi que du traîneau à chiens. Des itinéraires de ski nordique non officiels sont accessibles un peu partout autour de la station. Pour ceux qui recherchent un vrai domaine nordique, la station de Nâves, en face dans la vallée offre plusieurs pistes de différents niveaux aux amateurs.

### Cyclisme
La montée de Valmorel, avec 12,7 km à 7 % depuis Aigueblanche, a accueilli l'arrivée de la quatrième étape du critérium du Dauphiné 2013. L'ascension fut classée hors-catégorie. La victoire d'étape revint à Christopher Froome qui devança Alberto Contador et Matthew Busche. Le coureur britannique avait réussi à rattraper Alberto Contador qui avait attaqué dans le dernier kilomètre. Christopher Froome endossa du même coup le maillot jaune, pris à Rohan Dennis, lâché dans les trois derniers kilomètres. Le vainqueur a gravi cette dernière ascension de l'étape en environ 33 minutes.
Le critérium du Dauphiné faisait à nouveau étape à Valmorel en 2018. Dan Martin remportait cette étape devant Geraint Thomas, le britannique prenant le maillot jaune.
En 2019, elle était station arrivée d'étape du Tour de Tarentaise.